# Aeroport Internacional de Cardiff
L'Aeroport de Cardiff (en gal·lès Maes Awyr Caerdydd, en anglès Cardiff Airport) (codi IATA: CWL, codi OACI: EGFF) és un aeroport internacional propietat del Govern de Gal·les, que presta servei a la ciutat de Cardiff i a la resta de Gal·les. El 2013 hi van passar al voltant d',1 milions de passatgers, cosa que suposa un increment del 4% comparat amb l'any anterior. Està situat a la vil·la de Y Rhws, al county borough de Bro Morgannwg, 12 mi (19 km) a l'oest del centre de Cardiff.

## Companyia
L'Aeroport de Cardiff és propietat d'una empresa privada anomenada Cardiff International Airport Limited, la qual és propietat, al seu torn, de la companyia TBI Limited, una antiga empresa pública (fins que es va privatitzar) que pertany, en un 90%, a l'empresa espanyola Abertis i, en un 10%, a l'empresa AENA International - l'operadora d'aeroports més gran del món.
El 2010, els comptes citaven el valor net de l'empresa en uns 34.311.000 lliures (calculat a partir dels fons dels accionistes, restant els actius intangibles). Els comptes anuals del 2011 mostraven una regressió en els beneficis de la companyia, ja que aquell any va ingressar £319.000, mentre que l'any anterior havien estat al voltant del £1.000.000. Els directors de Cardiff International Airport Ltd han estat David Hugh Pickard, Carlos Francisco Del Río Carcano, Stephen Hodgetts, Ángel Pablo Lerma Gaude i Debra Barber.
El 27 de març del 2013, el Govern gal·lès va anunciar que havia comprat l'empresa Cardiff International Airport Ltd a TBI Limited per un valor de £52.000.000. Tot i les crítiques, que acusaven Gal·les de nacionalitzar (adquisició d'una empresa privada per part de l'Estat), tècnicament no ho era, ja que TBI volia vendre la companyia, i no estava disposada a perdre aquest actiu. El Primer Ministre de Gal·les, Carwyn Jones, va anunciar que "L'aeroport no serà operat pel govern. La seva direcció serà competència del govern en bases comercials i, amb el temps, esperem veure retornada la inversió a les arques públiques."
El Director Executiu de l'aeroport rival de Cardiff, l'Aeroport de Bristol, Robert Sinclair, va dir que el preu pagat pel govern de Gal·les estava molt per sobre del mercat, tenint en compte la comparativa amb transaccions recents d'aeroports del Regne Unit. En aquest sentit, observava que al govern podria tenir un interès a donar suport a l'Aeroport de Cardiff en detriment d'altres instal·lacions semblants properes.

## Història
La història de l'aeroport comença a principis de la dècada de 1940, quan el Ministeri Aeri va reclamar un espai a la rural Bro Morgannwg per situar-hi un aeròdrom satèl·lit en temps de guerra i un camp d'entrenament, que fou anomenat RAF Rhoose, per als pilots de Spitfire de la Royal Air Force (RAF). Els treballs de construcció van començar el 1941, i el camp de vol es va inaugurar oficialment el 7 d'abril del 1942, quan va ser ocupat per la Unitat d'Entrenament Operacional núm. 53. Després de la Segona Guerra Mundial, el camp de vol va entrar en desús i va ser abandonat.
L'home que va decidir que Y Rhws havia de ser l'emplaçament d'un nou aeroport va ser David Rees-Williams (més tard Lord Ogmore), un advocat nascut a Bridgend, que va servir com a Tinent Coronel a la Royal Artillery durant la Segona Guerra Mundial i que, el 1945, va ser elegit parlamentari per Croydon South. El 1951, Rees-Williams va ser nomenat, durant un breu període, Ministre d'Aviació, i va identificar com una necessitat tenir un aeroport comercial segons els estàndards internacionals al sud de Gal·les. Més tard va exposar a la Cambra dels Lords que tenien tres opcions: no fer res (que és el què alguns volien), renovar l'antic aeroport de Cardiff, el RAF Pengam Moors, que costaria milions de lliures, a més a més de necessitar redirigir el curs del Riu Rumney, o bé construir-ne un de nou a prop de la capital gal·lesa.
Rees-Williams pensava que desviar el riu Pengam suposaria massa problemes, a més a més del perill que podien suposar les xemeneies de les cases veïnes per als avions. El Comitè d'Aviació Civil Gal·lès, llavors, va proposar a Rees-Williams que visités el camp de vol abandonat de la RAF al costat d'Y Rhws, com una possible alternativa. En la inspecció que va realitzar l'advocat, Rees-Williams va definir l'espai "en pobres condicions, amb un gran nombre de bombes apilades a les passarel·les, i amb els edificis en un extrem estat de dilapidació". En qualsevol cas, va considerar que Y Rhws podia ser el lloc adient per a la ubicació d'un aeroport civil "si es tenen els diners necessaris i temps per perdre en la tasca". El Govern va acceptar la seva proposició, i el Ministeri d'Aviació va començar a convertir el camp de vol abandonat en un aeroport civil. L'octubre del 1952, l'Aeroport d'Y Rhws va ser inaugurat amb la presència del successor de Rees-Williams, Alan Lennox-Boyd.
El mateix 1952, Aer Lingus va començar a oferir serveis des de Cardiff, volant a Dublín. Els vols civils des de l'antic aeroport de Pengam Moors van ser transferits al nou Aeroport de Cardiff l'1 d'abril del 1954. Poc després va seguir la construcció d'una nova terminal, així com vols a França, Belfast i Cork. El 1962, una escalada en els vols xàrter va permetre superar els 100.000 passatgers aquell any.
L'1 d'abril del 1965, el Ministre d'Aviació va entregar l'aeroport al Consell del Comtat de Glamorgan County Council, i va ser rebatejat com a Glamorgan (Rhoose) Airport. The council started a five-year plan to develop the airport including a new control tower, terminal building and a runway extension.

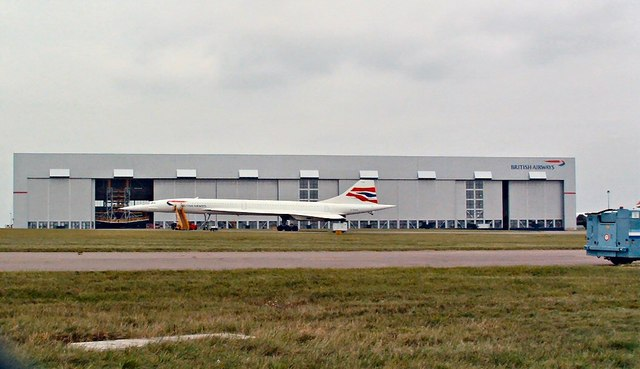
Concorde al Centre de Manteniment de British Airways

Durant la dècada de 1970, l'avió supersònic Concorde va realitzar alguns vols a l'aeroport en ocasions especials. Estava limitat per la distància de la pista, de manera que només hi podia aterrar lleugerament carregat, i només podia enlairar-se sense passatgers i amb molt poca quantitat de fuel al dipòsit. Durant la dècada del 1980, el nom de l'aeroport va passar a ser Cardiff-Wales Airport.

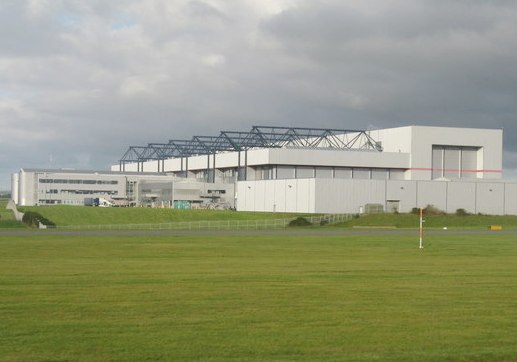
Centre de Manteniment de British Airways a l'Aeroport

El 1986 es va ampliar la llargada de la pista d'enlairament 229 metres, costant al voltant d'1.000.000 de lliures, però aconseguint captar més negocis a l'aeroport, així com les noves generacions d'avions jet. El desenvolupament dels vols transatlàntics van permetre vols xàrter a Florida, poc abans de les connexions amb el Canadà. L'ampliació de la pista, que permetia l'aterratge dels Boeing 747, va ser un dels elements claus per l'arribada de les Instal·lacions de Manteniment de la companyia British Airways a l'aeroport. L'hangar de manteniment és un dels més grans del món, fent 250m × 175m, proveint fuselatge pesant i enginyeria de manteniment a la flota de British Airways i a transportistes de tercers.
L'abril del 1995, com a conseqüència d'una repoganització del Govern gal·lès, la companyia de l'aeroport va ser privatitzada, amb la qual cosa va ser venuda a l'empresa TTBI plc, que va ser convertida llavors en una empresa privada propietat d'Abertis i AENA International. TBI Ltd també controlava els aeroports de Londres-Luton, Stockholm Skavsta, Belfast, SABSTA (que és propietària de tres aeroports bolivians i era concessionària de l'Aeroport Internacional d'Orlando-Sanford.
El desembre del 1995, l'empresa Heli-air Wales va començar a realitzar entrenaments de pilots d'helicòpter, essent acreditat com la primera companyia d'entrenament d'helicòpter de Gal·les. El 1999, Heli-air Wales marxaria aAeroport de Swansea, on encara hi són avui en dia.
L'aeroport no és només la seu on British Airways hi fa el manteniment, sinó que també hi ha companyies i escoles aeroespacials, essent per aquest motiu el major contribuïdor al desenvolupament econòmic de la regió.
El 2008, l'aeroport va ser utilitzat per 2,1 milions de passatgers, perdent prop d'1,1 milions el 2013, segons dades de l'Autoritat de l'Aviació Civil del Regne Unit, una reducció del voltant del 50% des del 2008, provocant que se situés en 21a posició del rànquing d'aeroports del Regne Unit per nombre de passatgers.

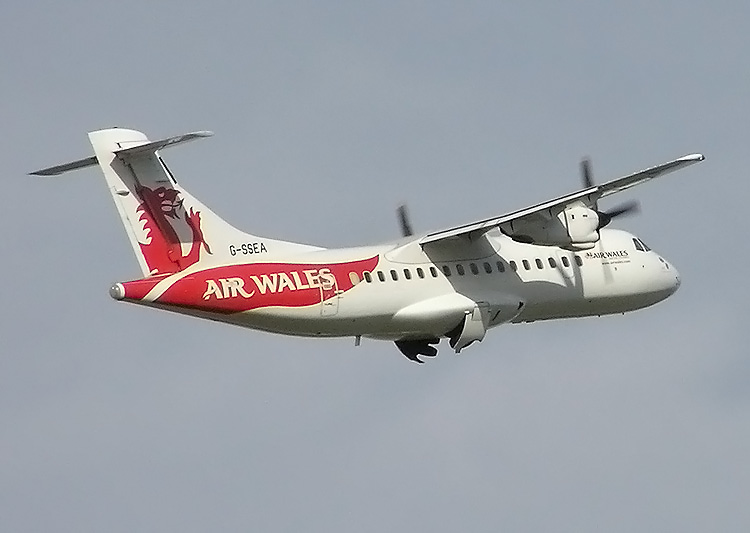
Un ATR 42 d'Air Wales enlairant-se de l'Aeroport de Cardiff el 2004

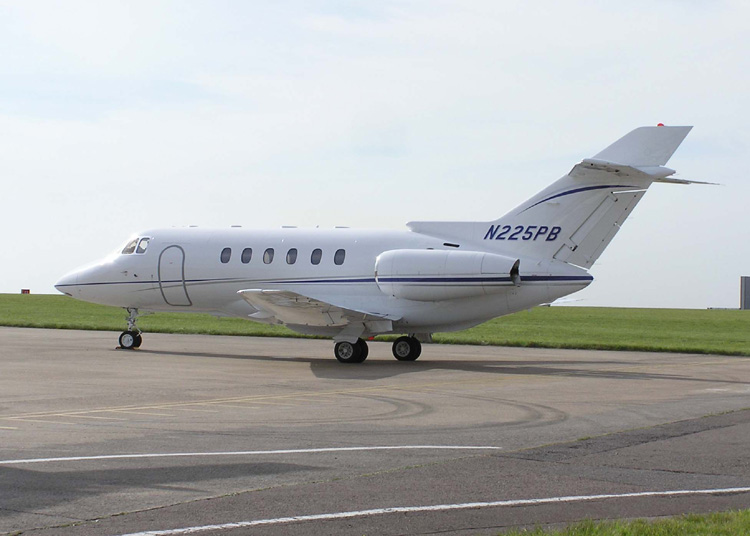
Un Hawker 800 de Fortune Brands a l'Aeroport de Cardiff el 2004

L'Aeroport va ser la seu de tres companyies aèries locals; Cambrian Airways des del 1935 fins al 1976, Airways International Cymru fins que la companyia va plegar el 1988, i Air Wales fins que la companyia va tancar el març del 2006.
El 2006, la companyia irlandesa de baix cost Ryanair va deixar l'aeroport després de cinc anys de servei amb vols diaris entre Dublin i Cardiff. Aquest fet es va produir per una disputa per les càrregues de l'aeroport que li suposava a l'empresa irlandesa.
El 2007, es va debatre sobre la possibilitat que una nova companyia adoptés l'aeroport com a seu; si s'hagués realitzat, l'empresa Flyforbeans va exposar que operaria vols amb França, Espanya, Alemanya, Itàlia i l'Europa de l'Est. Tot i que l'aerolínia va dir que començaria a operar a mitjans del 2008, amb una flota de tres avions Boeing 737 que volarien a 12 destinacions diferents, el final mai es van dur a terme i la companyia no va sortir del paper.
Després d'una enquesta duta a terme per l'operadora de l'aeroport per analitzar com atraure més rutes de negoci a l'aeroport, es van identificar destinacions populars com Aberdeen, Frankfurt, Düsseldorf, Brussel·les o Escandinà fora de les rutes. Per resoldre-ho, l'aeroport va realitzar més de 25 reunions amb diferents companyies aèries per aconseguir més rutes.
El 2 de març, l'aeroport va anunciar un canvi de nom, en un intent de renovar la imatge de les instal·lacions. Després de consultar-ho amb les principals interessades, es va decidir canviar el nom de Cardiff International Airport pel de Cardiff Airport i Maes Awyr Caerdydd.

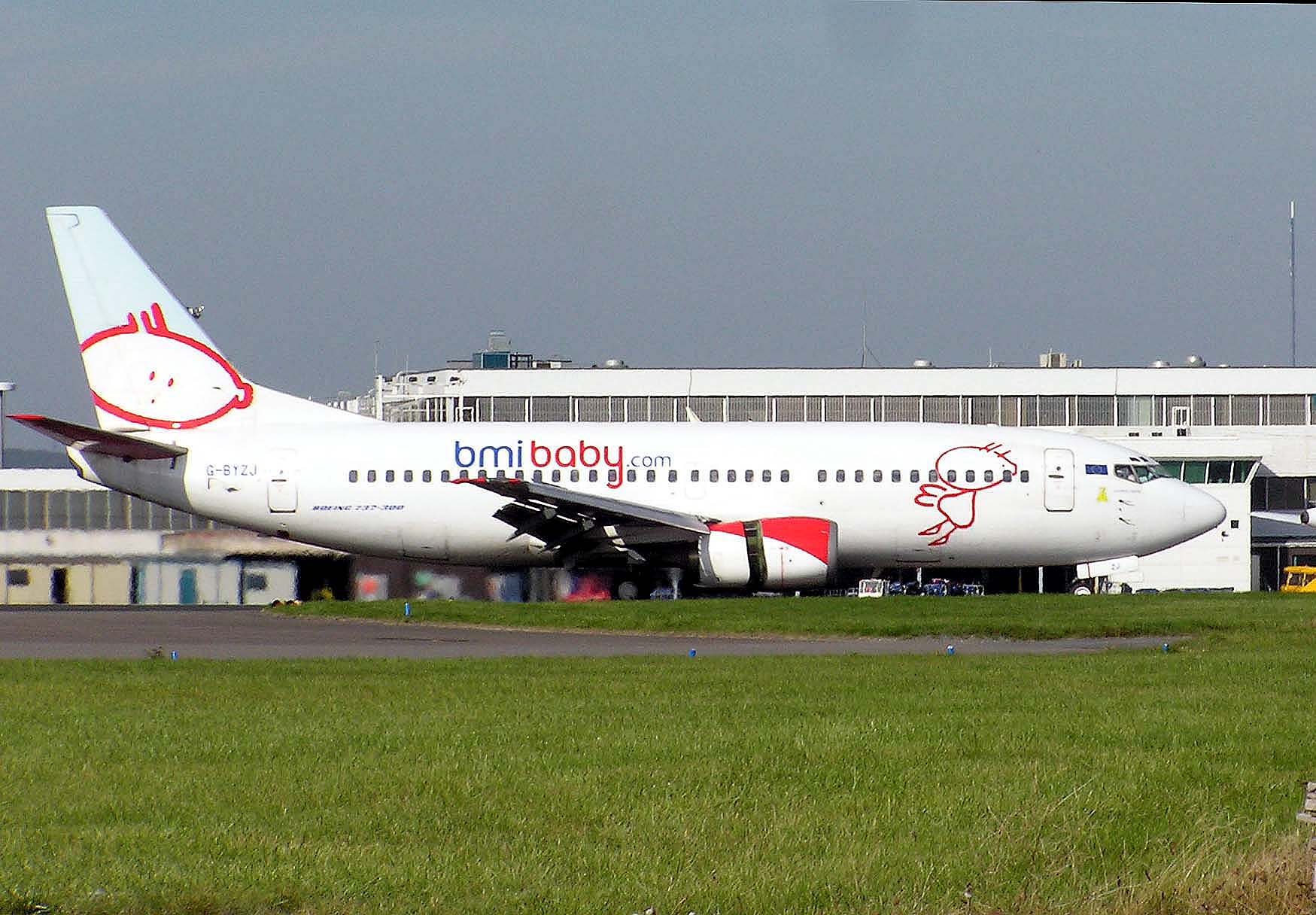
Bmibaby va iniciar les seves operacions a l'Aeroport de Cardiff el 2002, tancant-les el 2011

El 13 d'abril del 2011 es va anunciar que Bmibaby tancaria la seva seu a l'aeroport, així com la de l'Aeroport de Manchester, l'octubre següent, amb la finalitat de redistribuir els seus avions en les altres bases, incloent la construcció d'una nova operació a l'Aeroport de Belfast. La base va tancar, finalment, el 30 d'octubre.
El 28 d'octubre del 2011 es va anunciar que la companyia espanyola de baix cost Vueling obriria una nova ruta amb Barcelona-El Prat, començant les operacions el 27 de març del 2012. Els vols tindrien lloc tres cops per setmana. Un mes més tard, la companyia Monarch Airlines va anunciar que realitzaria vols amb l'Aeroport d'Orlando-Sanford, a Florida, durant el següent estiu, començant el servei el 28 de maig del 2012. Aquest va ser el primer cop en quatre anys que un avió volava directament des de Cardiff cap als Estats Units, tot i que la ruta no va durar massa temps.
El 16 de maig de 2012, es va anunciar que el Director de l'aeroport, Patrick Duffy, abandonava la seva posició per la pressió que exercia el Govern gal·lès als propietaris de l'aeroport, Abertis, movent-los a invertir en la millora dels serveis o vendre les instal·lacions a un inversor públic o privat. Després de quatre anys, encara no s'ha resolt el perquè de la dimissió de Duffy. El 18 de desembre d'aquell any, es va anunciar que el Govern gal·lès estava interessat a comprar l'aeroport als seus propietaris. El 27 de març del 2013 es va publicar que el Govern gal·lès havia comprat l'Aeroport de Cardiff per un total de £52 milions.
A principis de desembre del 2013, Flybe va anunciar que efectuaria serveis cap a París i Glasgow a partir del mateix gener del 2014. Poc després, Cityjet anunciava que iniciaria a operar des de Cardiff a Edimburg, Glasgow, Jersey París.
L'Aeroport de Cardiff va tenir greus problemes amb cavalls silvestres al voltant del camp de vol, i va necessitar l'ajuda del Redwings Sanctuary de Norfolk per assistir el rescat de 23 cavalls no reclamats que es trobaven a l'emplaçament.
El nombre de passatgers s'ha vist augmentat l'any 2013, en comparació amb les dades del 2012, el què demostra que Cardiff està recuperant lentament els nivells de passatgers que tenia fa deu anys. L'increment ha estat del 4,3%.
El 15 de maig de 2014 es va anunciar que Ryanair tornava a l'aeroport després d'una absència de 8 anys, operant vols amb Tenerife, que començaran el 30 d'octubre d'aquest any.

## Operacions
L'Aeroport de Cardiff és l'únic aeroport de Gal·les que ofereix connexions internacionals, a més a més de trajectes baix cost, de negocis i xàrters. També és compatible amb empreses i amb l'aviació en general. La majoria de vols internacionals són amb Espanya, Irlanda i els Països Baixos.
L'aeroport és la seu de les companyies Citywing, Thomson Airways i Thomas Cook Airlines. Thomson Airways és l'empresa que més utilitza l'aeroport, en relació al nombre de passatgers, mentre que Flybe era, fins fa poc, la que realitzava més moviments. A partir de gener del 2014, Cityjet té la seu a Cardiff i és la que més nombre de moviments realitza des del març del mateix any.

### Servei Públic
El 21 de febrer de 2007, l'aeroport va anunciar que seria la seu del primer avió de Servei Públic (PSO) operat a Gal·les. La companyia amb seu a Inverness Highland Airways operaria diversos serveis cada dia entre l'Aeroport d'Anglesey i Cardiff. Un avió British Aerospace Jetstream va ser assignat en aquesta ruta, esperant que proveís una alternativa més ràpida per creuar Gal·les de nord a sud, que d'altra banda s'havia de fer a través de la carretera A470 o en tren. El PSO va ser finançat pel Govern gal·lès durant tres anys; després d'aquest període, la ruta va demostrar ser viable per mantenir-la. Al maig, el servei a Anglesey va ser confirmat com un èxit, amb més de 1.000 seients ocupats durant setmanes. Es va parlar d'arribar als 10 vols diaris. El 25 de maig de 2010, no obstant, la companyia Highland Airways va tenir problemes administratius, veient-se obligada a cancel·lar els vols. Llavors es va decidir concedir a Manx2 l'operació del servei, a partir del 29 d'abril d'aquell any, guanyant un contracte per 4 anys per realitzar el servei, començant-lo el desembre del 2010.

## Aerolínies i destinacions

### Passatgers
| Aerolínies                                 | Destinacions |
| ------------------------------------------ | --- |
| Aer Lingus Regional operat per Stobart Air | Dublin |
| Air Europa                                 | Estacional: Palma |
| Air Malta                                  | Estacional: Malta |
| BH Air                                     | Estacional: Burgàs |
| CityJet                                    | Edimburg, Glasgow, Jersey, París-Orly |
| Citywing                                   | Anglesey |
| Eastern Airways                            | Aberdeen, Newcastle upon Tyne |
| Flybe                                      | Belfast |
| Germanwings operat per Eurowings           | Estacional: Düsseldorf |
| KLM operat per KLM Cityhopper              | Amsterdam |
| Onur Air                                   | Estacional: Bodrum (previst pel 21 de maig de 2015), Dalaman (previst pel 22 de maig de 2015) |
| Pegasus Airlines                           | Estacional: Dalaman |
| Ryanair                                    | Estacional: Tenerife-Sud (comença el 30 d'octubre de 2014) |
| Thomas Cook Airlines                       | Estacional: Antalya (previst pel 5 de maig de 2015), Dalaman, Enfidha, Fuerteventura, Heraklion (fins al 30 de setembre de 2014), Eivissa, Lanzarote, Larnaca, Menorca, Orlando, Palma, Reus, Rodes, Tenerife-Sud, Zakynthos |
| Thomson Airways                            | Alacant, Gran Canària, Lanzarote, Màlaga, Paphos, Šarm aš-Šaih, Tenerife-Sud Estacional: Antalya (previst a partir del 7 de maig de 2015), Barbados, Bodrum, Burgàs, Corfú, Dalaman, Enfidha, Faro, Heraklion, Eivissa, Cefalònia, Kos, Larnaca, Menorca, Montego Bay (previst a partir del 20 de gener de 2015), Palma, Reus, Rodes, Zakynthos |
| Vueling                                    | Alacant, Màlaga Estacional: Barcelona, Palma |

### Càrrega
| Aerolínies        | Destinacions  |
| ----------------- | ------------- |
| Atlantic Airlines | East Midlands |

## Estadístiques
|                               |
| Carregat: 31 de març de 2014. |

|                                            | Nombre de passatgers | Percentatge de canvi | Nombre de moviments |
| ------------------------------------------ | -------------------- | -------------------- | ------------------- |
| 1997                                       | 1,155,186            | -                    | 60,724              |
| 1998                                       | 1,263,225            | 09,4%                | 65,597              |
| 1999                                       | 1,330,277            | 05,3%                | 63,740              |
| 2000                                       | 1,519,920            | 12,5%                | 64,298              |
| 2001                                       | 1,543,782            | 01,6%                | 67,624              |
| 2002                                       | 1,425,436            | 08,3%                | 49,115              |
| 2003                                       | 1,919,231            | 37,6%                | 48,590              |
| 2004                                       | 1,887,621            | 01,7%                | 43,023              |
| 2005                                       | 1,779,208            | 05,7%                | 43,040              |
| 2006                                       | 2,024,428            | 12,7%                | 42,055              |
| 2007                                       | 2,111,148            | 04,3%                | 43,963              |
| 2008                                       | 1,994,892            | 05,6%                | 37,123              |
| 2009                                       | 1,631,236            | 18,2%                | 27,003              |
| 2010                                       | 1,404,613            | 13,9%                | 25,645              |
| 2011                                       | 1,208,268            | 13,6%                | 29,130              |
| 2012                                       | 1,013,386            | 16,1%                | 26,842              |
| 2013                                       | 1,072,062            | 4,3%                 | 24,879              |
| Font: Autoritat Aèria Civil del Regne Unit |                      |                      |                     |

| Rank | Airport                | Passengers handled | % Change 2013/ 12 |
| ---- | ---------------------- | ------------------ | ----------------- |
| 1    | Netherlands, Amsterdam | 116,701            | 4                 |
| 2    | Spain, Palma           | 68,129             | 14                |
| 3    | Ireland, Dublín        | 63,964             | 1                 |
| 4    | Spain, Màlaga          | 58,893             | 211               |
| 5    | Spain, Alacant         | 49,909             | 44                |
| 6    | Spain, Tenerife-Sud    | 47,541             | 7                 |
| 7    | Turkey, Dalaman        | 41,168             | 4                 |
| 8    | Tunisia, Enfidha       | 33,391             | 54                |
| 9    | Spain, Arrecife        | 32,096             | 6                 |
| 10   | Spain, Eivissa         | 30,871             | 19                |

| Rank | Airport   | Passengers handled | % Change 2013 / 12 |
| ---- | --------- | ------------------ | ------------------ |
| 1    | Edimburg  | 76,956             | 1                  |
| 2    | Glasgow   | 48,217             | 21                 |
| 3    | Belfast   | 38,389             | -                  |
| 4    | Aberdeen  | 13,242             | 6                  |
| 5    | Newcastle | 12,546             | 12                 |

## Enllaços de transport

### Transport públic

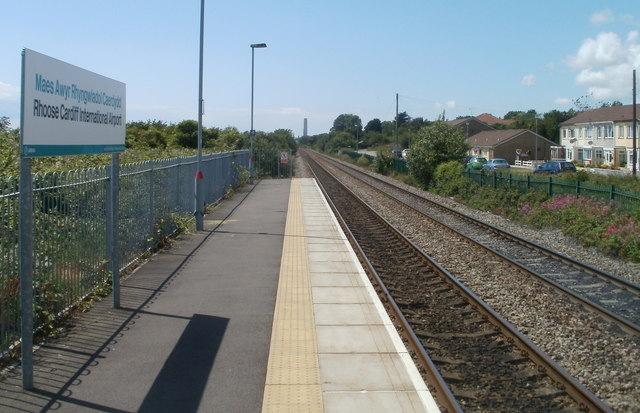
Estació de tren de Y Rhws - Aeroport de Cardiff

L'estació ferroviària més propera a l'Aeroport de Cardiff és l'estació de Y Rhws, de la Vale of Glamorgan Line. Està enllaçada amb un servei d'autobusos que trasllada als passatgers fins a la terminal de sortides de l'aeroport. L'empresa Arriva Trains Wales proveeix serveis regulars a l'estació central de Cardiff i cap a l'estació de trens de Pen-y-bont. que connecten amb la South Wales Main Line.

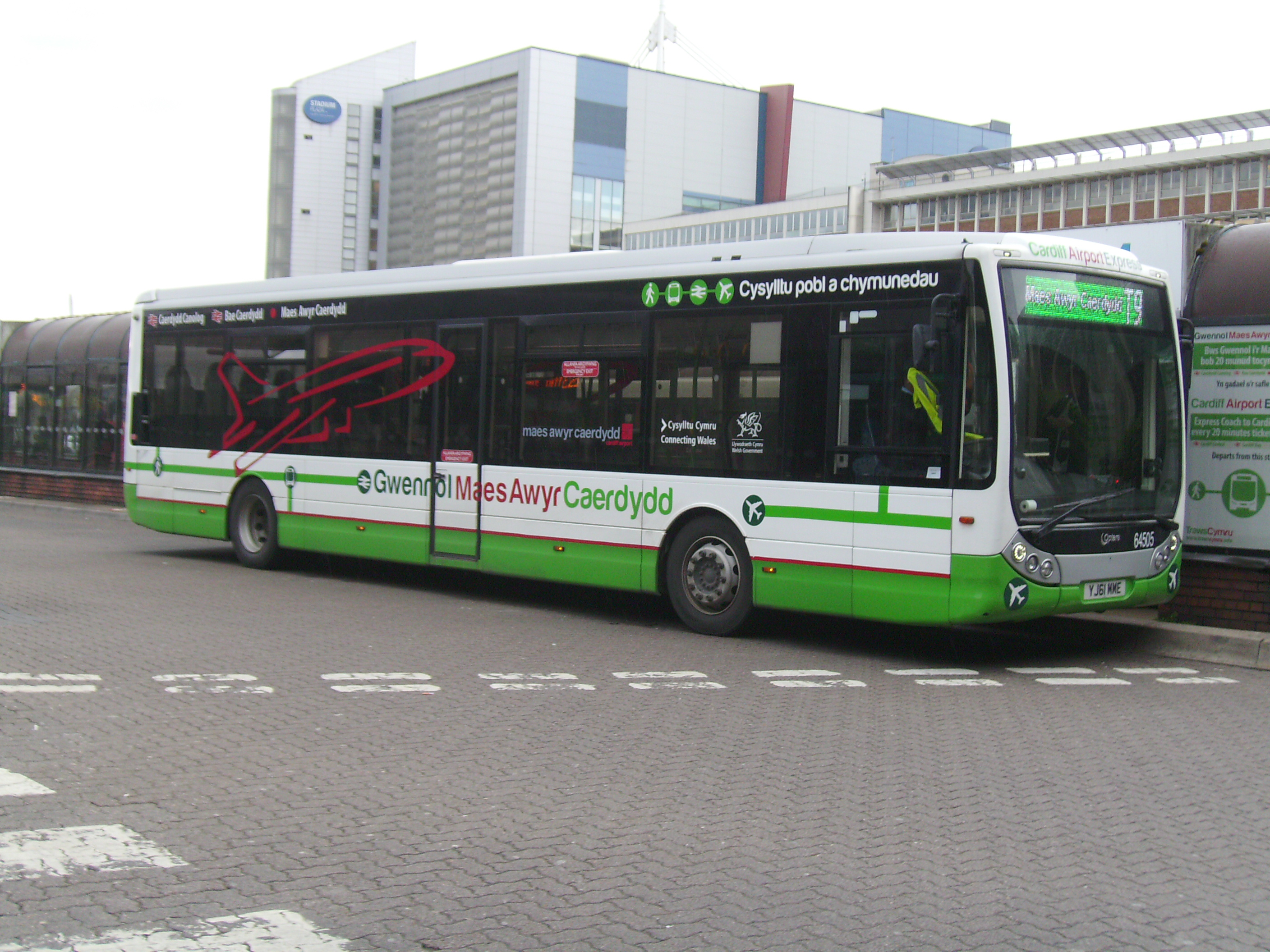
El Cardiff Airport Express a l'estació central de Cardiff

Les empreses Cardiff Bus, EST Buses i Veolia Transport Cymru ofereixen servei regular entre l'aeroport i l'estació central de Cardiff i Bro Morgannwg.
Des de l'1 d'agost del 2013, l'empresa TrawsCymru opera el servei "Cardiff Airport Express" (en gal·Lès Gwennol Maes Awyr Caerdydd), que serveix entre l'aeroport i el centre de Cardiff. El nou servei T9 té una freqüència de 20 minuts, i ofereix als passatgers wifi gratuït, seients individuals i connexions amb línies ferroviàries.

### Per carretera
L'aeroport es troba a 10 mi (16 km) de l'autopista M4, i està senyalitzat. La sortida 33 de l'M4 (Cardiff Oest) dirigeix a la carretera A4232 (que creua el centre de Cardiff), sortint a Culverhouse Cross, i després s'ha de seguir la carretera A405 cap a Y Barri per, finalment, agafar la carretera A4226 en direcció a Llanilltud Fawr. Una altra opció des de l'M4, des de Gal·les oriental, és la sortida 37, al costat de Y Pîl, que segueix per la carretera A48, passant Cowbridge, i després per la carretera A4226. En qualsevol cas, hi ha una ruta directe, no marcada, des de l'M4, per la sortida 34 (Miskin), seguint la frontera per Hensol, i creuant després per l'A48 i continuant per la carretera A4226 cap a l'Aeroport.

## Altres operacions

### Aviació general
L'aeroport va ser la seu durant molts anys de diversos clubs de vol i de petites operadores aèries. Entre d'altres, hi havia una operadora d'helicòpters (www.heli-airwales.co.uk), que més tard es va traslladar a l'Aeroport de Swansea, els clubs Cambrian i Pegasus Flying, i, més tard (a partir de mitjans dels anys '80) el club Cardiff Wales Flying. El 2010 va sorgir una nova escola de vol, la companyia Aeros, que l'any 2012 tenia una flota que incloïa Cessnes 152 i Piper Warriors; Aeros té la seu al White Building, al sud del camp de vol. Hi ha un petit cafè al White Building que ofereix les instal·lacions als propietaris dels avions privats.

### Aviació executiva
Al sud del camp de vol hi ha un espai destinat als avions privats que visiten l'aeroport, el Signature Flight Support, que encara utilitza l'antiga instal·lació de la Cambrian Airways HQ com a oficina. El parc d'aviació executiva disposa de zones d'aparcament pròpies.
L'empresa Dragonfly Executive Air Charter opera amb tres avions Beechcraft King Air de la sèrie 200. Les oficines de la companyia també es troben al sud del camp de vol.